# Wolfenstein
Wolfenstein è un gioco sparatutto in prima persona di genere fantascientifico-horror, sviluppato da Raven Software. Il gioco è stato annunciato nel 2004 da Todd Hollenshead nel corso di un'intervista trasmessa al canale satellitare statunitense TechTV; è stato pubblicato per PlayStation 3, Xbox 360 e Microsoft Windows negli Stati Uniti il 18 agosto 2009, in Australia il 19 agosto e in Europa il 21 agosto.
Il motore grafico utilizzato è una versione pesantemente modificata dell'id Tech 4, precedentemente visto in Doom 3 e Quake 4: sono infatti stati aggiunti effetti per la profondità di campo, soft shadowing e l'aggiunta della fisica tramite l'implementazione del software Havok.

## Trama
Gli eventi di Wolfenstein si collocano successivamente a quelli di Return to Castle Wolfenstein. Il protagonista è, come in tutti i capitoli della serie, il pluridecorato agente speciale statunitense B.J. Blazkowicz, inviato questa volta nella fittizia città tedesca di Isenstadt per investigare sulla presenza di una misteriosa nuova arma in possesso dei nazisti. Le sue indagini lo porteranno a scoprire che i nazisti stanno tentando di imbrigliare il potere di una dimensione parallela, definita "Il Velo", per poter sviluppare una terrificante arma e concludere così il conflitto a loro vantaggio. Durante il gioco anche l'agente B.J. Blazkowicz sarà in grado di utilizzare il potere stesso del Velo contro i Nazisti, muovendosi tra le due differenti dimensioni a suo piacimento.

## Modalità di gioco
Rispetto ai capitoli precedenti, è stata aggiunta maggiore interattività al personaggio di Blazkowicz, che oltre a pronunciare delle battute di dialogo, ha la possibilità di interagire con altri personaggi, giocanti e no, per sbloccare missioni che permettono di proseguire nella trama principale del gioco. È inoltre possibile utilizzare il mercato nero per acquistare e migliorare l'arsenale di armi a disposizione.

## Armi ed equipaggiamento
Sono disponibili nove armi, sei delle quali effettivamente utilizzate dall'esercito tedesco durante la Seconda guerra mondiale, come la Luger P08, il Kar98k e l'MP40; a queste si aggiungono tre armi fantascientifiche, di cui due apparse precedentemente in Return to Castle Wolfenstein: il Cannone a particelle, il Fucile Tesla e il Leichenfaust 44. Le armi possono essere migliorate o potenziate attraverso l'acquisto di modifiche specifiche: ad esempio è possibile aggiungere un mirino di precisione, un silenziatore oppure aumentare danno e quantità di munizioni caricabili.
Sono inoltre disponibili quattro cristalli magici, ciascuno con un proprio potere specifico: rallentamento del tempo, migliore difesa, aumento della potenza e visione migliorata. Questi poteri, anch'essi migliorabili, sono utilizzabili per un breve periodo di tempo, rappresentato da una barra posta a sinistra dello schermo e ricaricabile tramite delle "fonti di energia" sparse nei livelli.

## Multiplayer
La componente multiplayer del gioco è stata sviluppata da Endrant Studios con l'engine di gioco id Tech 4. Il giocatore può scegliere fra tre classi (Soldato, Medico e Ingegnere), ognuna con armi e qualità specifiche disponibili fin dall'inizio, ma migliorabili solo attraverso il punteggio ottenuto nel gioco online. Sono disponibili otto diverse mappe di gioco.
Il gioco contiene tre modalità multiplayer:
- "Team Deathmatch": la classica modalità di combattimento a squadre;
- "Obiettivo": in cui bisogna trovare e difendere, o attaccare, determinati obiettivi;
- "Stopwatch": in cui è necessario completare determinati obiettivi in un periodo di tempo prestabilito.

## Accoglienza
Il gioco ha ricevuto un punteggio di 7.3/10.0 su IGN, che ne ha criticato soprattutto l'impressione generale di "già visto" nella storia e nella grafica del motore di gioco.
GameSpot ha assegnato al gioco un punteggio di 7.5/10.0, giudicando la storia noiosa, i livelli privi di vere sfide e segnalando la presenza di alcuni bug minori. Per contro, ha lodato i combattimenti con i boss, l'ampio ammontare di violenza e la qualità delle armi disponibili ai fini dell'esperienza di gioco.

## Citazioni
Il gioco contiene alcuni riferimenti ai precedenti capitoli della serie. Ad esempio, i gerarchi nazisti (vestiti di blu in Wolfenstein 3D e qui in uniforme verde), gridano la frase Mein leben! (la mia vita) prima di accasciarsi colpiti a morte; inoltre ritorna il boss Hans Grosse. Altri riferimenti appaiono in una conversazione con uno dei due fratelli che gestiscono il mercato nero, che si domanda "quanto varrebbe oggi la Lancia di Longino", recuperata da Blazkowicz in The Spear of Destiny. Alcuni membri dell'associazione occulta Alba d'oro, dicono inoltre a Blazkowicz di essersi informati sul suo conto e sull'esito dell'Operazione Resurrection, al centro delle vicende di Return to Castle Wolfenstein.

## Doppiaggio
Di seguito è elencato il doppiaggio del videogioco.
| Personaggio                  | Doppiatore         |
| ---------------------------- | ------------------ |
| B.J. Blazkowicz              | Daniele Ornatelli  |
| Direttore                    | Lorenzo Scattorin  |
| Jack Straw                   | Fabio Ingrosso     |
| Wilhelm 'deathshead' Strasse | Lorenzo Scattorin  |
| Caroline Becker              | Patrizia Scianca   |
| Erik Engle                   | Francesco Mei      |
| Stefan Kriege                | Pietro Ubaldi      |
| Anton Kriege                 | Andrea Bolognini   |
| Sergei Kovlov                | Ruggero Andreozzi  |
| Hans Grosse                  | Marco Balbi        |
| Leonid Alexandrov            | Diego Sabre        |
| Generale Zetta               | Gianni Gaude       |
| Hans Schmidt                 | Federico Zanandrea |
| Pavel Cherny                 | Alessandro Zurla   |
| Voci membri della resistenza | Matteo Zanotti     |
| Voci membri della resistenza | Diego Sabre        |
| Voci membri della resistenza | Claudio Ridolfo    |
| Voci soldati nazisti         | Alberto Olivero    |

## Armi
Di seguito è elencata la lista delle armi utilizzabili all'interno del gioco.
- MP40: mitra.
- MP43: fucile d'assalto.
- KAR98: fucile di precisione.
- Panzerschreck: lanciarazzi.
- Flammenwerfer: lanciafiamme.
- Cannone Particellare: arma che rilascia una potente onda di energia.
- Fucile Tesla: arma che rilascia potenti scosse elettriche.
- Leichenfaust 44: potentissima arma che spara sfere di energia.
- Stielhandgranate: granata a frammentazione.